# 사슴풍뎅이
사슴풍뎅이(Dicronocephalus adamsi)는 사슴풍뎅이속에 딸린 꽃무지의 일종이다. 한국, 중국, 타이완, 베트남에 분포한다. 수컷은 뿔이 있고 등이 회백색 가루로 덮여 있지만 암컷은 뿔이 없고 회백색 가루로 덮여있지 않는 적갈색과 검은색이다. 수컷의 머리방패는 양옆이 길게 늘어나 긴 뿔 모양을 이루는데 사슴벌레의 뿔과 비슷해 보이지만 그 용도는 장수풍뎅이의 뿔과 같다. 한국에 서식하는 꽃무지아과 중에서 유일하게 뿔을 달고 있는 종류이다. 수컷은 앞다리가 매우 길어서 싸울 때 외에 암컷을 붙잡을 때에도 이용한다. 헤라클레스장수풍뎅이와 비슷하게, 하얀 등딱지에 물이 묻으면 검게 변한다. 헤라클레스장수풍뎅이의 등껍질 변화는 반사되는 빛의 파장의 변화에 따른 것이며, 사슴풍뎅이는 회백색 가루가 젖어서 검게 변하는 것이다.